# Luis de Torres
Pour les articles homonymes, voir Torres.
Luis de Torres (décédé en 1493), peut-être né sous le nom hébraïque de Yosef Ben Ha Levy Haivri, (hébreu : יוסף בן הלוי העברי , « Joseph Fils de Lévy l'Hébreu ») est l'interprète de Christophe Colomb lors de son premier voyage et la première personne d'origine juive à s'établir en Amérique[réf. nécessaire].
Bien que toujours juif, de Torres sert comme interprète pour le gouverneur de Murcie en raison de ses connaissances de l'hébreu, de l'araméen, de l'arabe et du portugais. Afin d'éviter son expulsion à la suite du décret de l'Alhambra, de Torres se convertit au catholicisme peu de temps avant le départ de l'expédition de Christophe Colomb. Colomb espère que les compétences de Torres lui seront très utiles en Asie, car elles lui permettront de communiquer avec les commerçants juifs locaux, et peut-être qu'elles l'aideront à trouver les descendants des dix tribus perdues du royaume d'Israël.
Après son arrivée à Cuba, qu'il suppose être la côte asiatique, Colomb envoie le 2 novembre 1492, de Torres et le navigateur Rodrigo de Jerez explorer l'arrière pays. Leur but est de rencontrer les habitants et d'obtenir des informations sur l'empereur d'Asie décrit par Marco Polo sous le nom de Grand Khan. Les deux hommes sont reçus avec beaucoup d'honneur dans un village indien, d'où ils retournent quatre jours plus tard. Dans leur rapport, ils font état d'une coutume locale des habitants, de faire sécher des feuilles et de les faire brûler dans un tuyau et d'inhaler la fumée. C'est la première découverte du tabac par les Européens.
Quand Christophe Colomb repart en Espagne le 4 janvier 1493, Luis de Torres fait partie des 39 hommes qu'il laisse derrière lui à La Navidad, le premier établissement fondé sur l'ile d'Hispaniola.  Retournant à la fin de l'année, Colomb apprend que toute la garnison a été anéantie par des luttes internes et par une attaque des Indiens en représailles à l'enlèvement de femmes indiennes par les Espagnols. Les Indiens se souviennent qu'un des colons a parlé de façon « offensive et désobligeante » de la foi catholique, essayant de les dissuader de se convertir à cette foi. Selon Gould, cet homme pourrait bien être de Torres, qui ne s'était pas converti volontairement.
Le 22 septembre 1508, la veuve de de Torres, Catalina Sánchez, résidant alors à Moguer en  Andalousie, reçoit du trésor espagnol une allocation en récompense des services rendus par son mari défunt.

## Légendes
La synagogue Luis de Torres à Freeport (Bahamas) a été nommée en l'honneur de Luis de Torres.
De nombreuses légendes circulent le concernant. La plus répandue, et reprise dans l'Encyclopaedia Judaica et d'autres livres de référence, affirme qu'il n'a pas péri lors de l'attaque des Indiens, et qu'il devint un riche et renommé propriétaire au Caraïbe.  Cette version a pour origine le livre de  Meyer Kayserling (1829-1905) Christophe Colomb et la participation des Juifs dans les découvertes espagnoles et portugaises de 1894,. En réalité, Kayserling confond de Torres avec un autre explorateur espagnol qui en 1514 se voit accorder un domaine et des esclaves indiens à Cuba.
L'histoire de Torres s'adressant en hébreu à une foule indienne dont certains fument du tabac lors du premier accostage de Christophe Colomb à San Salvador (Bahamas), est le produit de l'imagination de romanciers. On attribue aussi à de Torres la découverte de la dinde, qu'il aurait nommé Tukki, d'après le nom du perroquet dans la Bible. Une autre légende raconte qu'il serait retourné en Espagne et que l'Inquisition l'aurait accusé de sorcellerie pour avoir fumé du tabac.
Sans mentionner l'origine juive de de Torres, certains sites web islamiques, relayés par des livres plus sérieux, donnent comme preuve de l'ancienneté de l'implantation arabe en Amérique, le fait qu'un Espagnol parlant arabe ai participé à la première traversée de l'Atlantique par Christophe Colomb. Le discours légendaire à San Salvador d'après eux aurait été fait en arabe à des indiens parlant arabe,,. Ces suppositions sont étayées par un article de Phyllis McIntosh dans la revue du département d'État des États-Unis Washington File du 23 août 2004: « Il est probable que Christophe Colomb, qui a découvert l'Amérique en 1492, a navigué à travers l'Océan Atlantique avec l'aide d'un navigateur arabe ».